# Franière
Franière (en wallon Furnêre) est une section de la commune belge de Floreffe située en Région wallonne dans la province de Namur. C'était une commune à part entière avant la fusion des communes de 1977.

## Évolution démographique
- Source: DGS, 1831 à 1970=recensements population, 1976= habitants au 31 décembre

## Histoire
En Mai 2001, Franière connut une catastrophe industrielle un incendie sur le site des ancienne glacerie, il fallut au total 121 hommes pour éteindre l'incendie. Et plus de 45 camions. La perte en euros s'estime à 25 millions

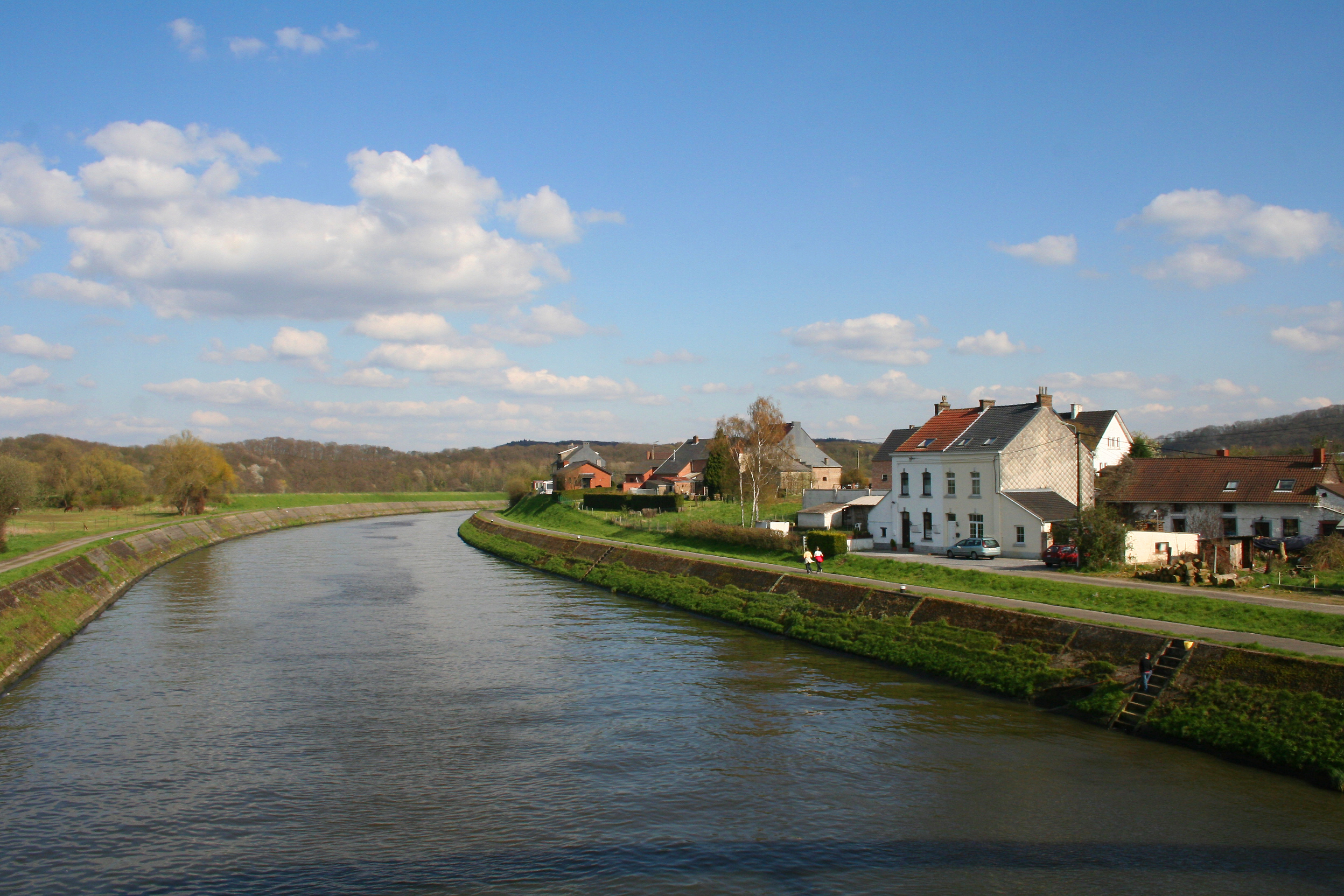
La Sambre vue en aval du pont.

## Patrimoine et culture
- Eglise Sainte-Agathe. Mentionnée en 1191, ancienne chapelle filial de l'église de Floreffe et élevé en rang d'église paroissiale. La tour romane qui date du XVIIe siècle en moellons, reconstruction du chœur en 1634 et collatéraux et au XIXe siècle reconstruction des collatéraux sur base anciennes, remployant fenêtres et cordons-larmiers du XVIIe siècle[1]. Rénovée en 1980 à la suite de l'effondrement de la toiture[2].
- Ancien presbytère. Dépendance de l'ancienne abbaye de Floreffe, construit à la première moitié du XVIIe siècle en brique à deux niveaux sur soubassements de moellons précédée d'une cour entourée d'annexes du XVIIIe siècle[3]’[4].
- La chapelle Saint-Pierre et Paul. Construction gothique daté de 1674[4]. La chapelle est classée en 1981[2]. La tradition que l'édification fut en accomplissement d'un vœux du seigneur de Trémouroux qui fut victime d'une chute de cheval à cet endroit[2].
- Le calvaire. Construit à l'instigation en 1930 par l'abbé Dorignaux, en 1932 une pierre de la grotte de Lourdes et une boite renfermant de la terre du jardin de Gethsemani ont été enchâssé dans le calvaire[3].

### Culture

#### Folklore
Au mois de juillet se déroule la marche Saint-Pierre, la statue est escortée par la compagnie des Zouaves de Franière.

## Enseignement
Ecole communale de Franière, rue de l'Ecole et rue des Combattants.